# Linsenstein

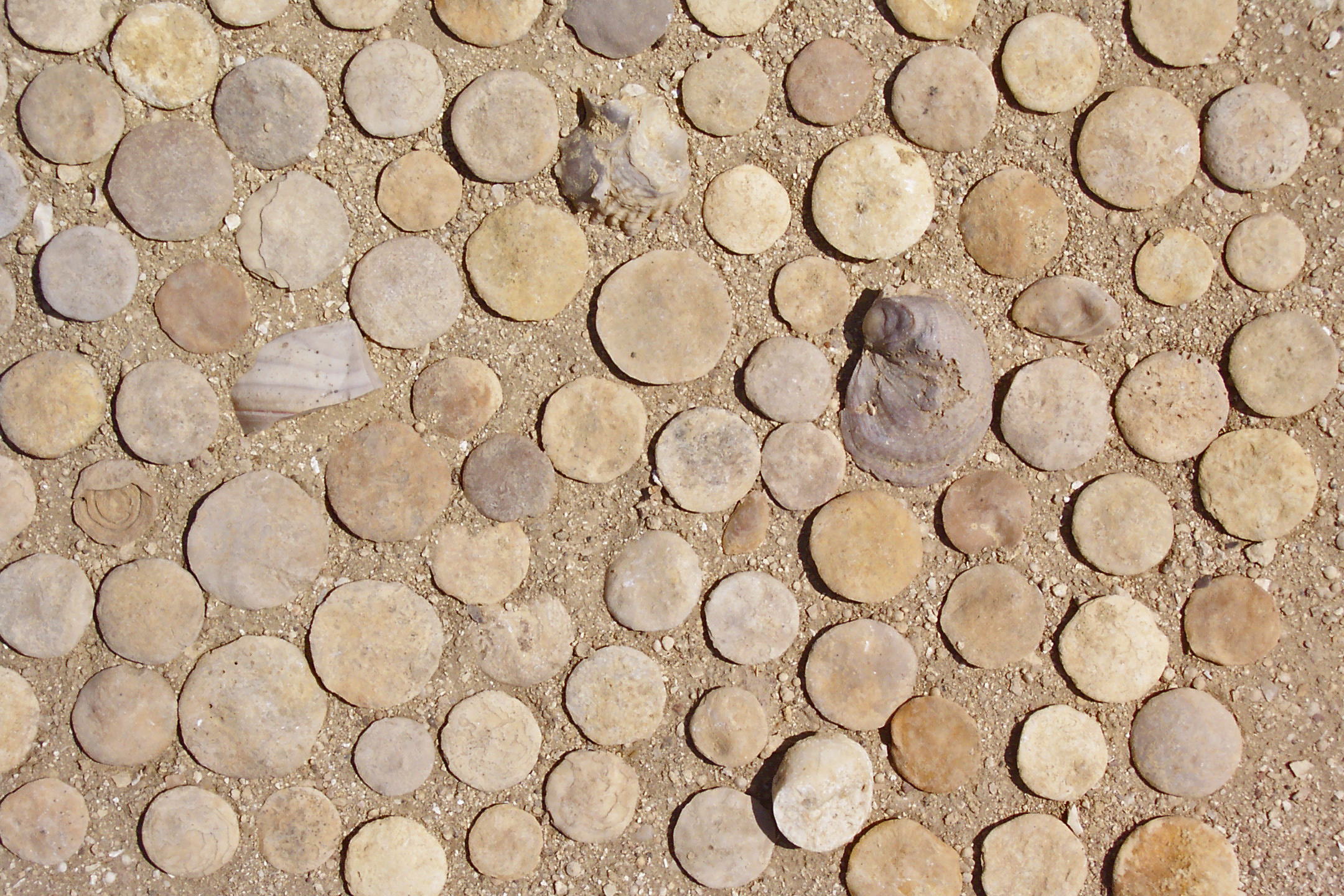
Nummuliten aus Qarara, Ägypten

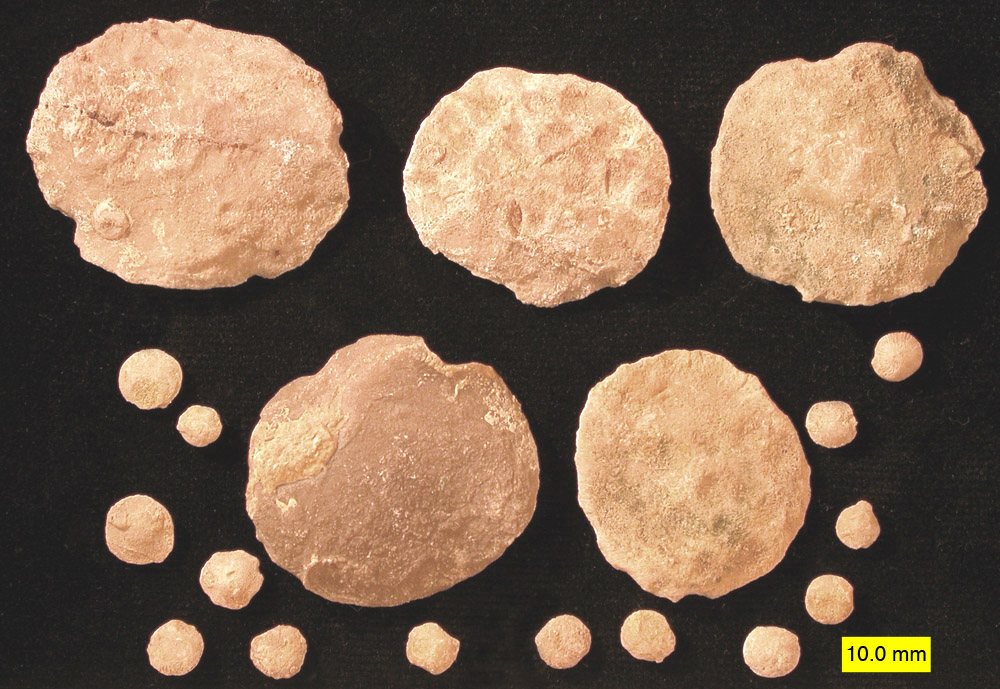
Nummuliten verschiedener Größe aus Al Ain, Vereinigte Arabische Emirate

Linsensteine sind Fossilien oder kleine Steine in Linsenform.
Bereits durch den griechischen Geographen Strabon († nach 23 n. Chr.) sind Beobachtungen von „linsenförmigen Steinchen“ (ψήγματα φακοειδῆ) bei den Pyramiden überliefert, die man für von früheren Bauarbeitern hinterlassene und versteinerte Linsen hielt. Da es in seiner Heimat allerdings ähnliche, "aus porösem Stein" bestehende Stückchen gab, bezweifelte er diese Theorie.
Nach Johann Friedrich Blumenbachs Buch Abbildungen naturhistorischer Gegenstände soll es sich um versteinerte Conchylien, also Schalenweichtiere, handeln. Anderen Quellen zufolge bestehen die auch als Pfennigstein oder Nummuliten bekannten Fossilien aus versteinerten Foraminiferen.

## Sagen und Legenden
In Österreich gibt es eine Sage mit dem Titel „Die steinernen Linsen von Guttaring“, nach der ein Bauer, der trotz Ermahnung einem wichtigen Kirchgang fernblieb um Linsen zu säen, damit bestraft wurde, dass seine Linsen zu Stein wurden.
Nach einer weiteren, christliche Legende ist der heilige Missionar Bonifatius Namensgeber der Synonyme Pfennigstein bzw. Bonifatiuspfennig, die aus versteinerten Stielgliedern von Seelilien bestehen, die entweder von den heidnischen Germanen eingezogen wurden, die sich nicht bekehren lassen wollten (siehe auch Erkeroder Trochitenkalk#Mystik) oder dadurch entstanden, weil Bonifatius als Geld in einem Land verfluchte, dass ihm bei seiner Christianisierung heftigen Widerstand leistete und von ihm Geld und Gut forderte.
Maria-Eck-Pfennige bzw. Eckernpfennige sollten nach Johann Nepomuk Sepp (Altbayerischer Sagenschatz. S. 309.) diejenigen mitbringen, die eine Wallfahrt zum Kloster Maria Eck unternahmen. Ursache dieser Legende sind die im Umfeld des Klosters zu findenden, versteinerten Nummuliten.

## Weitere Synonyme
- Lateinisch: Lapis numismalis oder Lapis nummularius bzw. neulateinisch Lapis lenticularis[3]
- Fruchtstein[8]
- Wichtelpfennige, Hexengeld[6]
- Bauernpfennige, Teufelsgeld[3]

## Verwendung
Da Nummuliten sehr häufig vorkommen, leicht zu erkennen sind und in bestimmten Biozonen lebten, werden sie als Leitfossilien verwendet. Hervorzuheben ist, dass es dank des Auftretens von Nummulites tavertetensis in der flachen bentischen Zone 15 (SBZ 15) möglich war, die ältesten fossilen Überreste von Sirenia in Westeuropa zu datieren, die in Santa Brígida (Selva, Katalonien, Spanien).